# Леман, Ханс-Тис
Ханс-Тис Леман (нем. Hans-Thies Lehmann; 22 сентября 1944 — 16 июля 2022) — немецкий театровед, историк и теоретик современного театрального искусства.

## Биография
Преподавал в Гиссенском университете (1981—1987), с 1988 — в университете Гёте во Франкфурте-на-Майне. Был приглашённым преподавателем в университетах Вены, Парижа, Амстердама, Кракова, Каунаса, Токио, нескольких университетах США. Специалист по творчеству Брехта и Х.Мюллера.
Скончался в Афинах 16 июля 2022 года.

## Научные труды
Наиболее известен его культурантропологический труд «Постдраматический театр» (1999), анализирующий границы и возможности современного спектакля как церемониала и перформанса. Он переведен на английский, французский, португальский, финский, словенский, польский, китайский и др. языки. Перевод на русский язык (Наталии Исаевой) был представлен 23 сентября 2013 г. в московском центре современного искусства «Винзавод».

## Монографии
- Beiträge zu einer materialistischen Theorie der Literatur (1977)
- Subjekt und Sprachprozeß in Bertolt Brechts «Hauspostille». Texttheoretische Lektüren (1978)
- Bertolt Brechts «Hauspostille» — Text und kollektives Lesen (1978, в соавторстве)
- Theater und Mythos. Die Konstitution des Subjekts im Diskurs der antiken Tragödie (1991)
- Postdramatisches Theater (1999, 5-е изд. — 2011)
- Das politische Schreiben. Essays zu Theatertexten (2002)